# Sumida (rzeka)
Sumida (jap. 隅田川 Sumida-gawa) – jedna z głównych rzek płynących przez Tokio. 
Odgałęzia się z rzeki Ara w Iwabuchi i wpływa do Zatoki Tokijskiej. Jej długość wynosi 23,5 km, zaś jej dopływy to m.in. rzeki: Shingashi, Kanda, Nihonbashi i Shakujii.
Sumida płynie historycznym korytem rzeki Ara, która od II ćw. XX w. ma sztucznie wykonane, alternatywne koryto do Zatoki Tokijskiej, omijające obszar centralny miasta.